# Flegma
La flegma és un fluid mucós segregat per membranes de les vies respiratòries en els humans i altres animals. La seva composició varia en funció del clima, la genètica i l'estat del sistema immunitari, però essencialment consisteix en un compost aquós format principalment de glicoproteïnes, immunoglobulines, i lípids
En la medicina hipocraticogalènica, vigent a Occident des l'Antiguitat fins al segle xix, la flegma era un dels quatre humors del cos humà. Posseïa els atributs de fredor i humitat, i el seu excés causava apatia i un comportament calmós. D'aquesta creença es deriva l'adjectiu flegmàtic.